# Pierre Ravat
Pierre Ravat, C.R.S.A. (Pamiers, data desconhecida - Barcelona, entre 22 de março e 5 de junho de 1417) foi um pseudocardeal francês da Igreja Católica, que foi arcebispo de Toulouse e importante apoiador do Papa de Avinhão Bento XIII.

## Biografia
Ingressou nos Cônegos Regulares de Santo Agostinho. Doutorou-se em decretos. Foi chanceler da Universidade de Toulouse, além de Referenciário papal. Chanceler da Arquidiocese de Toulouse. Ele foi para a cúria de Avinhão.
Eleito bispo de Mâcon, em 20 de agosto de 1395. O Papa Bento XIII de Avinhão enviou-o, com Elias de Lestange, bispo de Saintes, para a segunda reunião dos prelados franceses em Paris em agosto de 1396. Em 1398, ele foi enviado para a terceira reunião de Paris dos prelados franceses; o o antipapa queria enviar Miguel de Zalba, futuro cardeal, como parte da legação, mas o rei Carlos VI da França se opôs; neste concílio nacional, o clero francês, querendo acabar com o cisma, decidiu retirar sua obediência ao papa e ao antipapa; O Bispo Ravat falou a favor de Bento XIII; em 7 de março de 1398, o bispo Ravat escreveu para o antipapa disse-lhe que cinco dias antes, na presença do rei francês e dos duques, o bispo de Palestrina havia proposto, em nome do Sacro Colégio dos Cardeais, para seguir a voie du concile.
Foi transferido para a Diocese de Saint-Pons de Thomières em 29 de março de 1398, ocupou a sé até 1409. De 1401 a 1402, ele estava novamente em Paris como o agente mais destacado de Bento XIII; em 2 de março de 1402, perante os embaixadores do rei de Aragão e dos deputados da Universidade de Aragão em Toulouse, que havia falado a favor de Bento XIII (e a quem o rei Carlos VI da França havia chamado a Paris), o bispo Ravat pronunciou um discurso muito veemente contra o abandono da obediência de Avinhão que havia sido solicitada; vendo na assembleia os cardeais Guy de Malesec, Amedeo di Saluzzo e Pierre de Thury, que residiam em Paris há muito tempo. Mais de três anos, ele os chamou de lado e disse-lhes que se o papa morresse repentinamente, eles não teriam o direito de eleger outro, porque haviam sido culpados de lesa-majestade, por usar de violência contra o Papa Bonifácio IX; a invectiva mortificou extremamente os três cardeais; O Cardeal Malsec comprometeu-se a justificar ele e seus colegas, e rejeitou toda a culpa, colocando a responsabilidade sobre a população de Avinhão, que havia levado a situação ao excesso contra o papa. Em 1402, Bento XIII o nomeou referendário. O bispo Ravat também foi, com Pedro de Zagarriga, bispo de Lérida, em uma legação perante o Papa Bonifácio IX em Roma; eles tiveram a primeira audiência com o papa em 22 de setembro de 1404; O bispo Ravat encorajou o papa a trabalhar pelo fim do cisma e a se encontrar com o antipapa Bento XIII; outra reunião ocorreu uma semana depois; o papa morreu em 1 de outubro de 1404; o governador do Castelo de Santo Ângelo prendeu o bispo Ravat e os outros quatro embaixadores e os levou para a fortaleza; eles foram libertados alguns dias depois, depois de pagar um resgate de 5.000 florins; eles não podiam ficar em Roma por mais tempo porque seu salvo-conduto havia expirado; eles foram para Florença; os cardeais romanos elegeram o Papa Inocêncio VII, assim o bispo Ravat e seus colegas retornaram a Nice, onde Bento XIII estava, em 11 de abril de 1405.
Promovido a arcebispo de Toulouse em 18 de setembro de 1405. O antipapa Bento XIII desconsiderou a eleição canônica para esta sé de Vital de Castelmoron ocorrida em 5 de maio de 1402 e a nomeação produziu uma situação conflituosa que resultou em um encontro violento na catedral de Saint-Etienne no dia da instalação do novo arcebispo, em 14 de novembro de 1406, que resultou na morte de uma pessoa. As bulas foram publicadas em meio ao tumulto e postadas em todas as paróquias; ao mesmo tempo, a excomunhão do arcebispo Castelmoron e seus seguidores foi emitida; por causa da neutralidade entre as duas obediências que o rei Carlos VI da França havia proclamado, em 12 de janeiro de 1406, o arcebispo Ravat foi expulso de Toulouse e da província. Em 20 de maio de 1408, ele foi de Portovenere a Livorno para se encontrar com o Papa Gregório XII; quando as discussões dos cardeais das duas obediências se voltaram contra o antipapa Bento XIII, Ravat e outros dois deixaram a reunião e voltaram para Portovenere. O arcebispo Ravat acompanhou o antipapa em sua retirada apressada para Perpignan.
Criado pelo Papa Bento XIII de Avinhão como cardeal-presbítero no consistório de 22 de setembro de 1408, recebeu o titulus de Santo Estêvão no Monte Celio.
Participou do Concílio de Perpignan, convocado pelo antipapa Bento XIII e celebrado de 15 de novembro de 1408 a 26 de março de 1409. Em 1409, o antipapa Alexandre V dirigiu-se com duas cartas apostólicas aos fiéis e ao clero de Toulouse, nas quais aprovou a eleição do arcebispo Vital de Castelmoron e declarou nula a nomeação do arcebispo Ravat e todos os seus atos como pretenso arcebispo; em 21 de outubro de 1408, o concílio nacional da França, reunido em Paris, declarou o bispo Ravat um notório apoiador e cúmplice de Pierre de Lune, a quem descreveu com os títulos odiosos de cismático e herege, e declarou imperecíveis todos os benefícios que obteve do antipapa. O bispo teve que renunciar sua sé de Saint-Pons de Thomières. Ele permaneceu na obediência de Avinhão até sua morte.
Morreu entre 22 de março e 5 de junho de 1417, em Barcelona. Foi enterrado na capela de Santa Eulália, ao lado do altar-mor da Catedral de Barcelona.

### Conclaves
- Conclave de 1409 - não participou da eleição de Pietro Filargi da Candia como Papa Alexandre V
- Conclave de 1410 - não participou da eleição de Baldassare Cossa como Papa João XXIII
- Conclave de 1417 - não participou da eleição de Oddone Colonna como Papa Martinho V